# E441 (ruta europea)
La E441  és una carretera europea que connecta Chemnitz amb Hof, és part de la Xarxa de carreteres europees.

## Ruta
- - E40 Chemnitz
  - E49 Plauen
  - E51 Hof